# Ride d'Aden

Carte bathymétrique de la zone de la ride d'Aden.

La ride d'Aden ou dorsale d'Aden est une dorsale du golfe d'Aden, dans le nord-ouest de l'océan Indien. Elle prolonge la ride de Carlsberg vers l'ouest en direction de la dépression de l'Afar, au fond du golfe de Tadjourah. 